# 重平县
重平县，中国古县名。
西汉置，治所在今山东省陵县东北，属勃海郡。东汉省。北魏孝昌（525年—528年）中复置，北齐又省。